# Rainbow (grupo sul-coreano)
Rainbow (hangul: 레인보우; frequentemente estilizado como RAINBOW) é um grupo feminino sul-coreano formado pela DSP Media em 2009. Elas estrearam no dia 12 de novembro de 2009 com o lançamento do extended play Gossip Girl. Sua formação consistia em sete integrantes, sendo elas; Woori, Seungah, Jaekyung, Noeul, Yoonhye, Jisook e Hyunyoung. Anteriormente, as atividades do grupo se encerraram oficialmente em 27 de outubro de 2016, mas elas redebutaram em 2018.

## Carreira

### 2009–2011:Gossip Girl

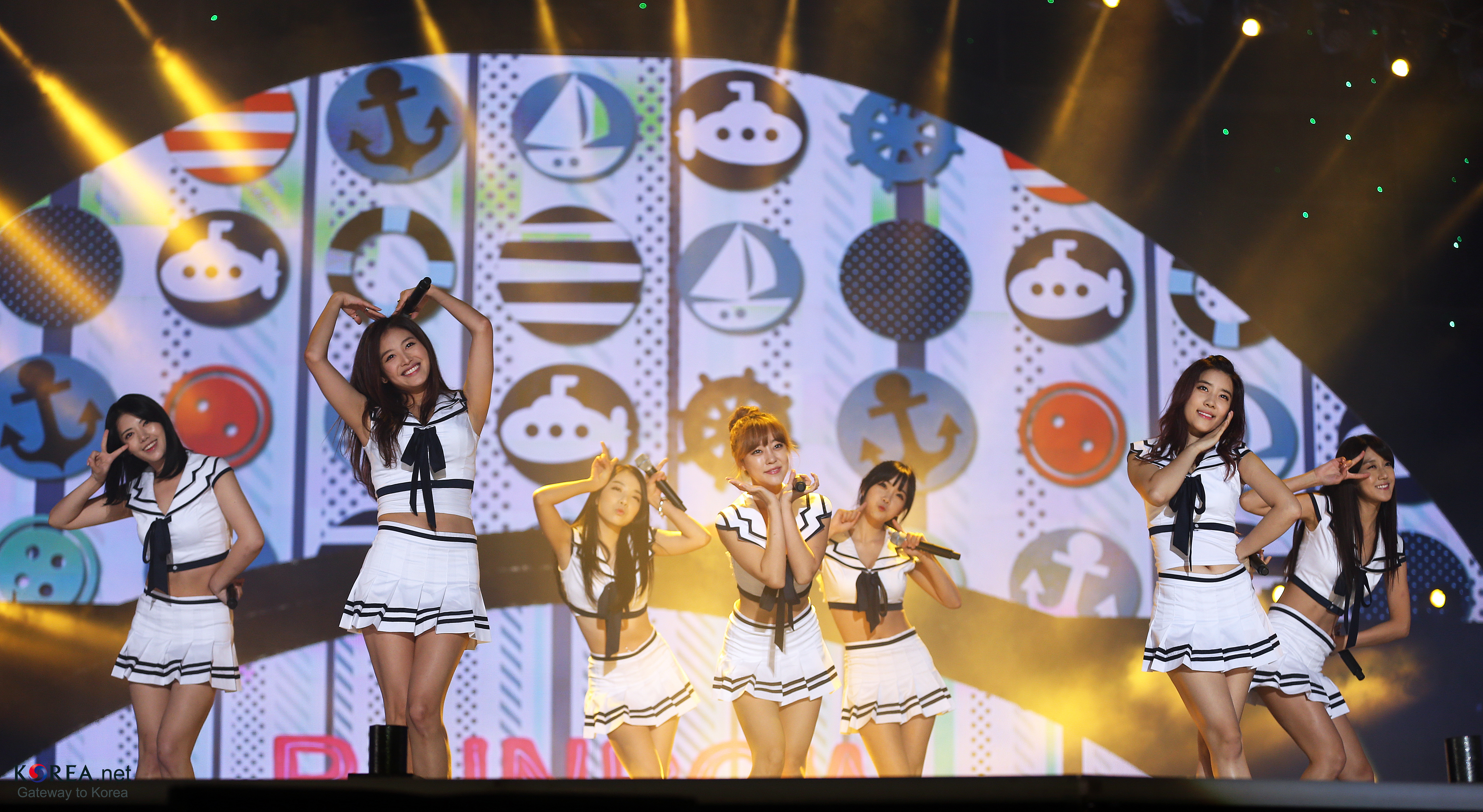
Rainbow performando no Korea KPOP World Festival.

Em novembro de 2009, a DSP Media revelou diversas imagens teasers. Em 6 de novembro, o videoclipe para o single Gossip Girl foi oficialmente lançado. O extended play homônimo foi inteiramente lançado em 12 de novembro. Em 12 de agosto de 2010, o grupo retornou com seu segundo single, intitulado A. Mais tarde, em 20 de agosto, elas lançaram o single Mach.
Em abril de 2011, o grupo lançou seu segundo extended play, So Girls. A faixa Tell Me foi usada como single promocional do EP. Em 14 de setembro de 2011, o grupo realizou sua estreia no Japão com o lançamento de uma versão japonesa do single A, que atingiu a posição três no gráfico japonês Oricon, vendendo 10.141 cópias. O lançamento inclui uma versão remake japonês do single de estreia do grupo, Gossip Girl. Elas realizaram sua estreia na TV japonesa no programa musical Sukkiri. Em 7 de dezembro de 2011, o grupo lançou seu segundo single japonês com uma versão japonesa do single Mach, e atingiu a posição nove no gráfico semanal da Oricon.

### 2012–2013: Rainbow Pixie,Over the RainboweRainbow Syndrome

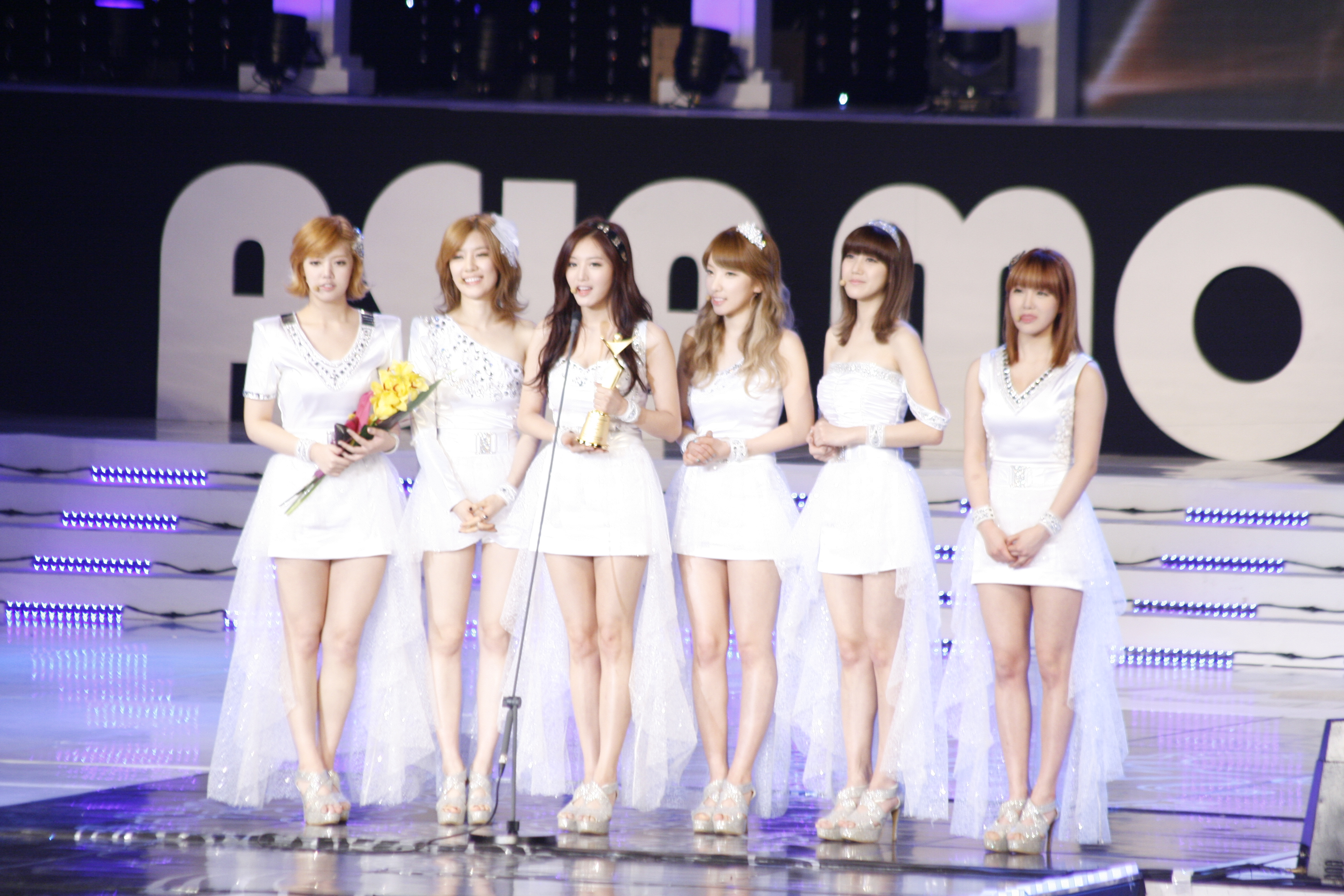
Rainbow no 2012 Asia Model Festival Awards

Em 3 de janeiro de 2012, a gravadora DSP Media revelou que o grupo iria realizar seu retorno como uma subunidade de três integrantes, chamada Rainbow Pixie (hangul: 레인보우 픽시). No dia seguinte, foi revelado que a formação da unidade seria formada pelas integrantes Seungah, Jisook e Hyunyoung. O grupo realizou sua estreia oficial em 12 de janeiro com o lançamento do single Hoi Hoi. Elas realizaram sua primeira performance nos palcos do programa musical Show! Music Core.
Em 14 de março, Rainbow lançou um single digital japonês, intitulado Gonna Gonna Go. No Japão, elas lançaram Over The Rainbow, seu primeiro álbum de estúdio japonês.
O grupo lançou a primeira parte de seu álbum de estudio coreano em 13 de fevereiro de 2013, intitilado Rainbow Syndrome.

### 2014–2016: Rainbow Blaxx,Innocent,Prisme fim do grupo

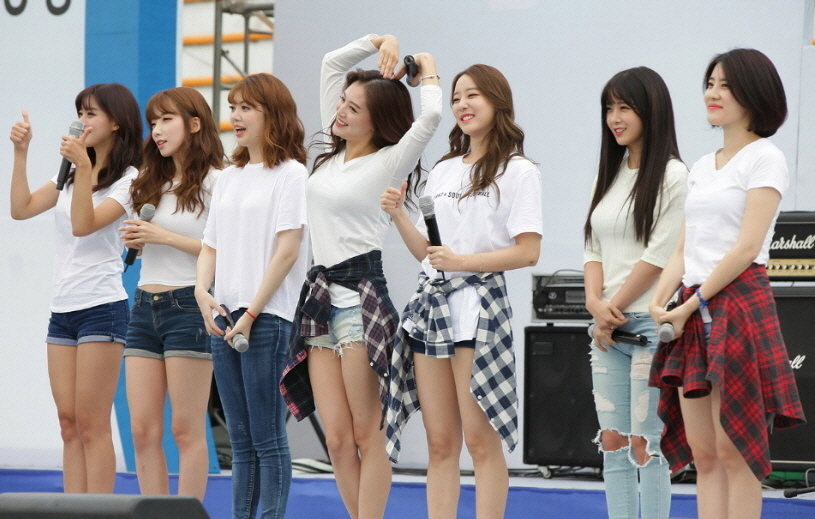
Rainbow se apresentando em setembro de 2015

Em janeiro de 2014, foi formada uma segunda subunidade do grupo, chamada Rainbow Blaxx (hangul: 레인보우 블랙), composta por quatro integrantes; Woori, Seungah, que havia sido integrante da primeira unidade do grupo, Jaekyung e Hyunyoung. A unidade estreou oficialmente em 20 de janeiro com o EP RB Blaxx. O videoclipe para o single promocional Cha Cha foi dirigida por Digipedi, e foi o quarto videoclipe de K-pop mais visualizado de 2014. A coreografia de Cha Cha causou controvérsia na Coreia do Sul por ser considerada muito "sexy e provocante".
O grupo lançou seu terceiro extended play Innocent e sua faixa promocional Black Swan foram oficialmente lançadas em 23 de fevereiro de 2015. O quarto EP do grupo, intitulado Prism, foi lançado em 15 de fevereiro de 2016, acompanhado pelo videoclipe para a faixa promocional Whoo. Ela também realizaram um showcase de retorno no Yes24 Muv Hall de Mapo-gu, localizado em Seul, que foi transmitido pelo Naver no mesmo dia do lançamento do EP. Sua performance de retorno ocorreu em 16 de fevereiro no programa The Show.6.
Durante o verão de 2016, Rainbow colaborou com diversos fotógrafos para o lançamento de seu primeiro álbum de fotografias, intitulado Close Up, que foi patrocionado pelos fãs do grupo.
No dia 27 de outubro de 2016, a DSP Media lançou uma nota anunciando o fim do Rainbow, afirmando que o contrato de todas as sete integrantes iria expirar em novembro e que elas decidiram não renovar. O grupo embarcou em uma viagem de despedida em todo o Sudeste da Ásia.

## Integrantes

### Woori
Woori (hangul: 우리), nascida Go Woori (hangul: 고우리) em 22 de fevereiro de 1988 (37 anos) em Jeonju, Coreia do Sul. Ela estudou na Korea National Sport University. Woori foi membro fixa no elenco dos dramas Invincible Youth 2, Let's Go! Dream Team e I Need A Fairy. Em 2017, Woori assinou contrato com a agência Wellmade Yedang para seguir carreira de atriz. Ela era integrante da unidade Rainbow Blaxx e sua cor representativa no Rainbow era laranja. Em janeiro de 2018, foi revelado que ela mudaria seu nome para Go Na-eun.

### Seungah
Seungah (hangul: 승아), nascida Oh Semi (hangul: 오세미) em 13 de setembro de 1988 (36 anos) em Seul, Coreia do Sul. Ela realizou uma audição para a DSP Media no mesmo dia que Goo Hara e Kang Jiyoung, ambas foram integrantes do grupo feminimo Kara. Ela atualmente frequenta a Sangmyung University. Ela apareceu no videoclipe Song Calling For You de SS501. Em 2012, ela foi parte do elenco de The Romantic And Idol, sendo parceira de JB, integrante do grupo masculino GOT7. Em março de 2014, foi revelado que Seungah iria realizar sua estreia como atriz no novo drama da KBS, Love and War 2. Ela atuou ao lado de famosos atores, tais como Lee Minhyuk e Kang Taeoh. Em dezembro, Seungah assinou um contrato com a agência GNG Production para seguir carreira de atriz. Em fevereiro de 2017, foi revelado que Seungah seria a protagonista no novo drama da KBS2, That Woman's Ocean (ou Sea Of The Woman). Ela era integrante das unidades Rainbow Pixie e Rainbow Blaxx e sua cor representativa no Rainbow era azul anil.

### Jaekyung
Jaekyung (hangul: 재경), nascida Kim Jaekyung (hangul: 김재경) em 24 de dezembro de 1988 (36 anos) em Seul, Coreia do Sul. Ela era a líder do grupo. Jaekyung frequentou a Dongguk Womens University. Ela apareceu nos videoclipes Love Like This e Song Calling For You de SS501, e Dynamite de AST1. Em 2007, Jaekyung foi convidada para se juntar a S.M. Entertainment, sugerindo a possibilidade de se tornar membro do Girls Generation. Seu irmão mais novo, Kim Jae-hyun, é integrante do grupo masculino N.Flying. Em 2010, ela se tornou um membro do elenco da série de televisão Honey Jar. Em 31 de março de 2012, ela interpretou o papel principal no drama da JTBC, Monster. Ela era integrante da unidade Rainbow Blaxx e sua cor representativa no Rainbow era vermelho.

### Noeul
Noeul (hangul: 노을), nascida Park Noeul (hangul: 박노을) em 10 de maio de 1989 (35 anos) em Jeonju, Coreia do Sul. Ela estudou na Sungdong Womens Business High School. Ao lado de Seungah, Noeul apareceu no videoclipe Song Calling For You de SS501. Durante sua infância, Noeul era amiga de Taeyeon, integrante do grupo Girls Generation. Ela fazia parte do elenco recorrente no drama Time Slip Dr. Jin. Sua cor representativa no Rainbow era azul.

### Yoonhye
Yoonhye (hangul: 윤혜), nascida Jung Yoonhye (hangul: 정윤혜) em 14 de abril de 1990 (34 anos) em Daejeon, Coreia do Sul. Ela atualmente frequenta a Dongduk Womens University. Yoonhye é prima de Roy Kim, vencedor do concurso Superstar K4. Ela trabalhou como atriz de teatro em The Firstborn e Great First Wives. Sua cor representativa no Rainbow era violeta.

### Jisook
Jisook (hangul: 지숙), nascida Kim Jisook (hangul: 김지숙) em 18 de julho de 1990 (34 anos) em Suwon, Coreia do Sul. Ela frequentou a Hanyang Womens University. Ficou conhecida por ser parecida com Taeyeon, integrante do Girls Generation. Foi escalada prla DSP Media depois de uma recomendação de Sunghee, ex-integrante do Kara, que foi sua colega de classe. Jisook integrou uma banda de rock durante o ensino medio. Sua mãe faleceu durante as promoções de Sweet Dreams. Em fevereiro de 2017, Jisook assinou com a Dmost Entertainment para seguir sua carreira de atriz. Ela era integrante da unidade Rainbow Pixie e sua cor representativa no Rainbow era verde.

### Hyunyoung
Hyunyoung (hangul: 현영), nascida Cho Hyunyoung (hangul: 조현영) em 11 de agosto de 1991 (33 anos) em Seul, Coreia do Sul. Ela estudou na Shingwang Female High School. Hyunyoung treinou na S.M. Entertainment juntamente com Woori. Em 2012, foi diagnosticada com um pólipo de corda vocal e submeteu-se a cirurgia para sua remoção. Ela era integrante das unidades Rainbow Pixie e Rainbow Blaxx e sua cor representativa no Rainbow era amarelo.

## Subunidades

### Rainbow Pixie
Rainbow Pixie (em coreano:  레인보우 픽시) foi a primeira subunidade oficial do Rainbow. Estreou oficialmente em 12 de janeiro de 2011 com o lançamento do single Hoi Hoi. A formação da unidade consistia em três integrantes, sendo elas: Seungah, Jisook e Hyunyoung.

### Rainbow Blaxx
Rainbow Blaxx (em coreano:  레인보우 블랙) se tornou a segunda subunidade do grupo. Consistia em quatro integrantes: Woori, Seungah, Jaekyung e Hyunyoung. A unidade lançou seu primeiro extended play intitulado RB Blaxx em 20 de janeiro de 2014.

## Discografia
| Álbuns de estúdio - Rainbow Syndrome - Part 1 (2013) - Rainbow Syndrome - Part 2 (2013) Extended plays - Gossip Girl (2009) - So Girls (2011) - Innocent (2015) - Prism (2016) | Álbuns de estúdio - Over the Rainbow (2012) Singles - "A" (2011) - "Mach" (2011) - "Gonna Gonna Go!" (2012) |

## Prêmios
| Ano  | Prêmio                                                                                   |
| ---- | ---------------------------------------------------------------------------------------- |
| 2010 | - Cyworld Digital Music Awards: Rookie do Mês (Setembro)("A")                            |
| 2011 | - 12º Korean Video Daejun's Award: Mais Fotogênio do Ano                                 |
| 2012 | - 26º Golden Disk Awards: Prêmio Ícone Hallyu - 7º Asia Model Award: Prêmio Nova Estrela |